# Hangul

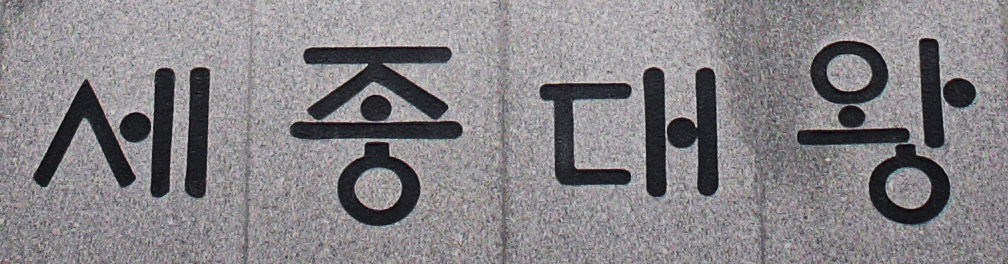
Nápis v původním písmu hangul: Sedžong Veliký

Hangul (korejsky 한글, v českém odborném přepisu hangŭl, v mezinárodním hangeul; v severokorejské terminologii čosongul – 조선글, čosŏngŭl, joseongeul) je korejské písmo. Bylo vytvořeno v 15. století tak, aby se dalo naučit za jediné dopoledne. Je tak jedním z velmi mála skutečně užívaných písem, která nevznikla odvozením (nápodobou a úpravou) z jejich předchůdců, tedy od hieroglyfů po současná písma, jako latinka, arabské písmo nebo dévanágarí nebo čínské znaky. V obou korejských státech se užívá téměř shodně, jen s malými odchylkami. Jeho součástí je abeceda jamo a metoda sestavování slabičných znaků z těchto písmen.

## Vznik
Před vytvořením hangulu korejština neměla vlastní písmo. Vzdělaní Korejci se ve svém jazyce vyjadřovali pomocí čínských znaků, což bylo podmíněno jejich dlouhým studiem. Během tisíciletí se uskutečnily pokusy vymyslet vhodnější písmo, všechna tato písma však vycházela z čínských znaků a mohli je číst a psát jimi pouze vzdělaní lidé.
V 15. století si král Sedžong Veliký začal uvědomovat, že jeho poddaní, kteří neumějí číst ani psát, mají pocit křivdy. Většinou nemohli předkládat své stížnosti úřadům jinak než ústně. Krále Sedžonga, o němž bylo známo, že vždy ochotně naslouchá prostým lidem, tento problém znepokojoval. Proto se zasadil o vytvoření abecedy, která měla odpovídat mluvené korejštině a zároveň mělo být snadné se ji naučit a používat. Dokončení tohoto projektu bylo zveřejněno v roce 1446. Dokument popisující nové písmo byl nazván hunmindžongum („systém správných hlásek pro vzdělání lidu“). V úvodu svého prohlášení král Sedžong uvedl:
| „ | Řeč naší země se liší od čínštiny, a proto ji nelze čínsky dobře zapsat. Následkem toho, i kdyby si některý z našich nevzdělaných poddaných přál vyjádřit své myšlenky, v mnoha případech toho nakonec není schopen. S ohledem na to, můj lide, jsme právě vytvořili písmo s dvaceti osmi písmeny, takže bude možné, aby si jej každý lehce osvojil a využil ku prospěchu v každodenním životě. | “ |

Vzdělanci však dlouho nechtěli hangul přijmout právě proto, že bylo tak velice snadné se ho naučit. Posměšně mu říkali amgul, což znamenalo ženská abeceda. Opovrhovali písmem, které se mohly naučit i ženy, které se tehdy jinak číst ve škole neučily. Ve skutečnosti tak uplynula celá čtyři staletí, než korejská vláda veřejně prohlásila, že hangul může být používán v úředních dokladech.

## Slabičné znaky
Korejská slova jsou sestavena z jedné nebo více slabik a po slabikách se také korejština zapisuje do pomyslných přibližně stejných čtverečků, obdobně jako čínské znaky. Všechny korejské slabiky se skládají ze dvou nebo tří částí – písmen abecedy jamo:
1. první souhláska: písmeno se píše nahoru, případně vlevo nahoru
2. prostřední část: jedna nebo více samohlásek. Má-li prostřední samohláska tvar svislé čáry, píše se vpravo od první hlásky, kdežto samohlásky ve tvaru vodorovných čar se píšou pod první hlásku. Hlásková písmena jamo mohou být také pro zdůraznění zdvojena a písmena složených samohlásek je možné stlačit k sobě a napsat tak jednu vedle druhé.
3. obvykle také z písmena koncové souhlásky: je-li na konci slabiky souhláska, vždy se objevuje dole.

Tímto způsobem je v hangulu možné zapsat tisíce různých slabik a při čtení se písmena jamo ve znaku čtou zleva nahoře směrem doprava dolů.

## Přepis korejštiny

### Samohlásky
Korejština má celkem 21 samohlásek – 10 základních samohlásek a 11 jejich kombinací viz tabulka níže dle české vědecké transkripce. 
| ㅏ a | ㅑ ja | ㅐ ä  | ㅒ jä | ㅘ wa | ㅙ wä |
| ㅓ ŏ | ㅕ jŏ | ㅔ e  | ㅖ je | ㅞ we |       |
| ㅗ o | ㅛ jo | ㅚ ö  |       | ㅝ wŏ |       |
| ㅜ u | ㅠ ju | ㅟ ü  |       |       |       |
| ㅡ ŭ | ㅣ i  | ㅢ ŭi |       |       |       |

### Souhlásky
Korejština má 14 souhlásek. Výslovnost souhlásky závisí na předchozí samohlásce nebo znělé/neznělé počáteční souhlásce.
| ㄱ k / g  | ㅋ kch   |
| ㄷ t / d  | ㅌ tch   |
| ㅂ p / b  | ㅍ pch   |
| ㅈ č / dž | ㅊ čch   |
| ㅅ s      | ㅎ h     |
| ㄴ n      | ㅁ m     |
| ㅇ ng     | ㄹ l / r |

### Transkripce a transliterace
Transkripce a transliterace doznává jistých změn v závislosti na kombinaci ukončovací souhlásky znaku a počáteční souhlásky znaku dalšího
|           | počáteční → | ㅇ   | ㄱ  | ㄴ     | ㄷ  | ㄹ     | ㅁ  | ㅂ  | ㅅ  | ㅈ  | ㅊ   | ㅋ  | ㅌ  | ㅍ  | ㅎ        |
| koncové ↓ |             |      | g   | n      | d   | r      | m   | b   | s   | j   | ch   | k   | t   | p   | h         |
| --------- | ----------- | ---- | --- | ------ | --- | ------ | --- | --- | --- | --- | ---- | --- | --- | --- | --------- |
| ㄱ        | k           | g    | kg  | ngn    | kd  | ngn    | ngm | kb  | ks  | kj  | kch  | k-k | kt  | kp  | kh, k     |
| ㄴ        | n           | n    | n-g | nn     | nd  | ll, nn | nm  | nb  | ns  | nj  | nch  | nk  | nt  | np  | nh        |
| ㄷ        | t           | d, j | tg  | nn     | td  | nn     | nm  | tb  | ts  | tj  | tch  | tk  | t-t | tp  | th, t, ch |
| ㄹ        | l           | r    | lg  | ll, nn | ld  | ll     | lm  | lb  | ls  | lj  | lch  | lk  | lt  | lp  | lh        |
| ㅁ        | m           | m    | mg  | mn     | md  | mn     | mm  | mb  | ms  | mj  | mch  | mk  | mt  | mp  | mh        |
| ㅂ        | p           | b    | pg  | mn     | pd  | mn     | mm  | pb  | ps  | pj  | pch  | pk  | pt  | p-p | ph, p     |
| ㅇ        | ng          | ng-  | ngg | ngn    | ngd | ngn    | ngm | ngb | ngs | ngj | ngch | ngk | ngt | ngp | ngh       |

### Příklady skládání písmen do čtverečku
Souhlásky a samohlásky se skládají po slabikách do čtverce. Pokud slabika začíná samohláskou, vkládá se před ní formální znak ㅇ, který se nevyslovuje.
Vysvětlivky k příkladům: C – souhláska (konsonant), V – samohláska (vokál).
| C | V |

| C |
| V |

| C | V |
| C |   |

| C |
| V |
| C |

| C | V |

| C |
| V |

| C |
| V |
| C |

| C | V |
| C |   |

| C |   |
| V |   |
| C | C |

| C | V |
| C | C |